# Thermonectus succinctus
Thermonectus succinctus är en skalbaggsart som först beskrevs av Aubé 1838.  Thermonectus succinctus ingår i släktet Thermonectus och familjen dykare. Inga underarter finns listade i Catalogue of Life.